# Río Steung Saen
El río Steung Saen es un río de Camboya, que nace en los montes Dangrek, al norte del país, y fluye hacia el sur hasta desembocar en el lago Sap (Tonlé Sap), del que es su principal tributario. Atraviesa la provincia de Kompung Thom.